# ルールシュタール X-4

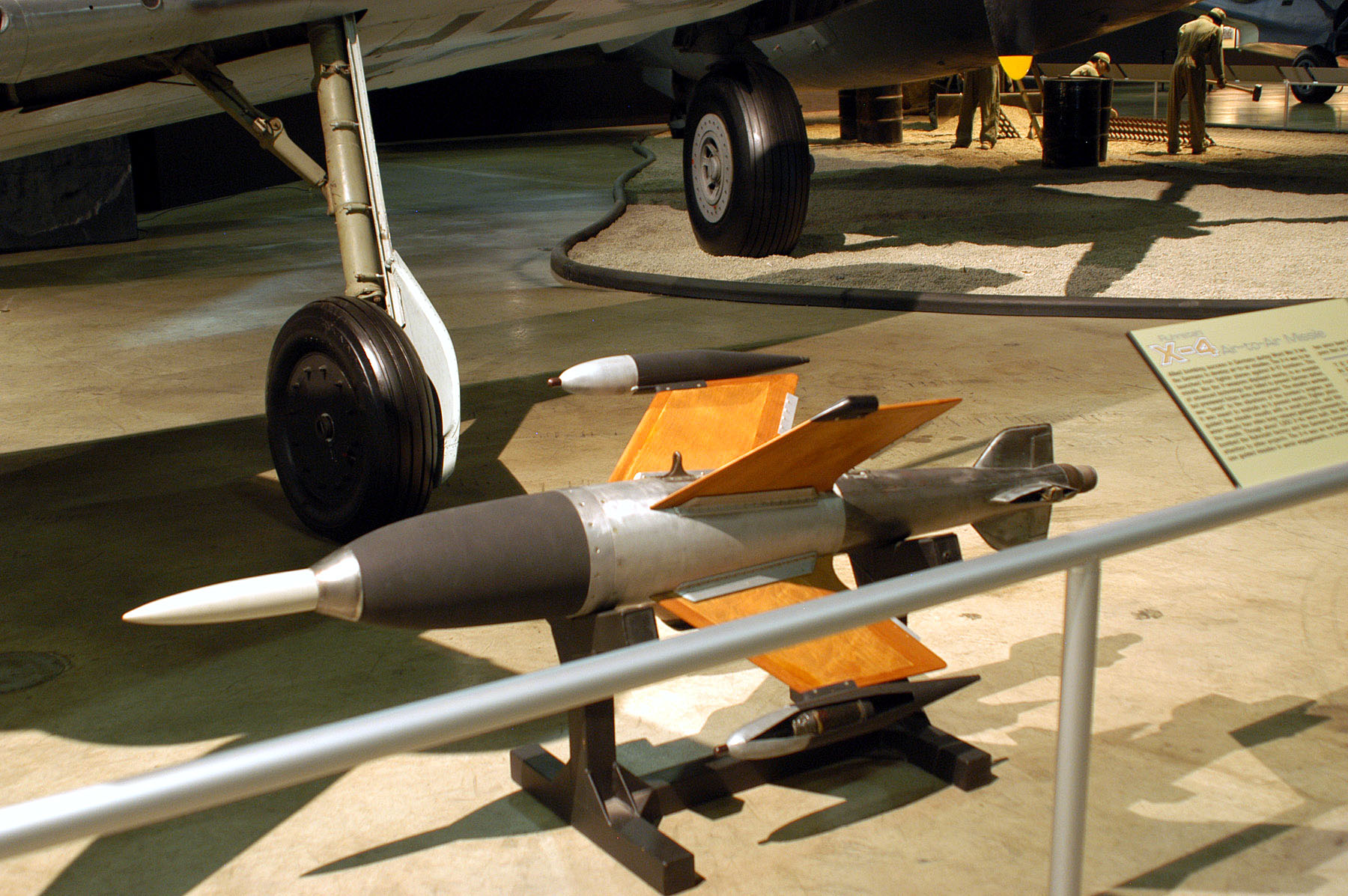
ルールシュタール X-4、アメリカ国立空軍博物館の展示

ルールシュタール X-4（ドイツ語: Ruhrstahl X-4）とは、有線誘導式の空対空ミサイルである。設計は第二次世界大戦中のドイツで行われた。X-4は作戦に投入されていないため、実戦で威力が確かめられることはなかった。X-4は試験的に開発された地上発射式の対戦車ミサイルを基としている。このミサイルは、マルカラミサイルを含む、世界中の戦後のミサイル開発作業においてかなりの部分が基礎となった。

## 歴史

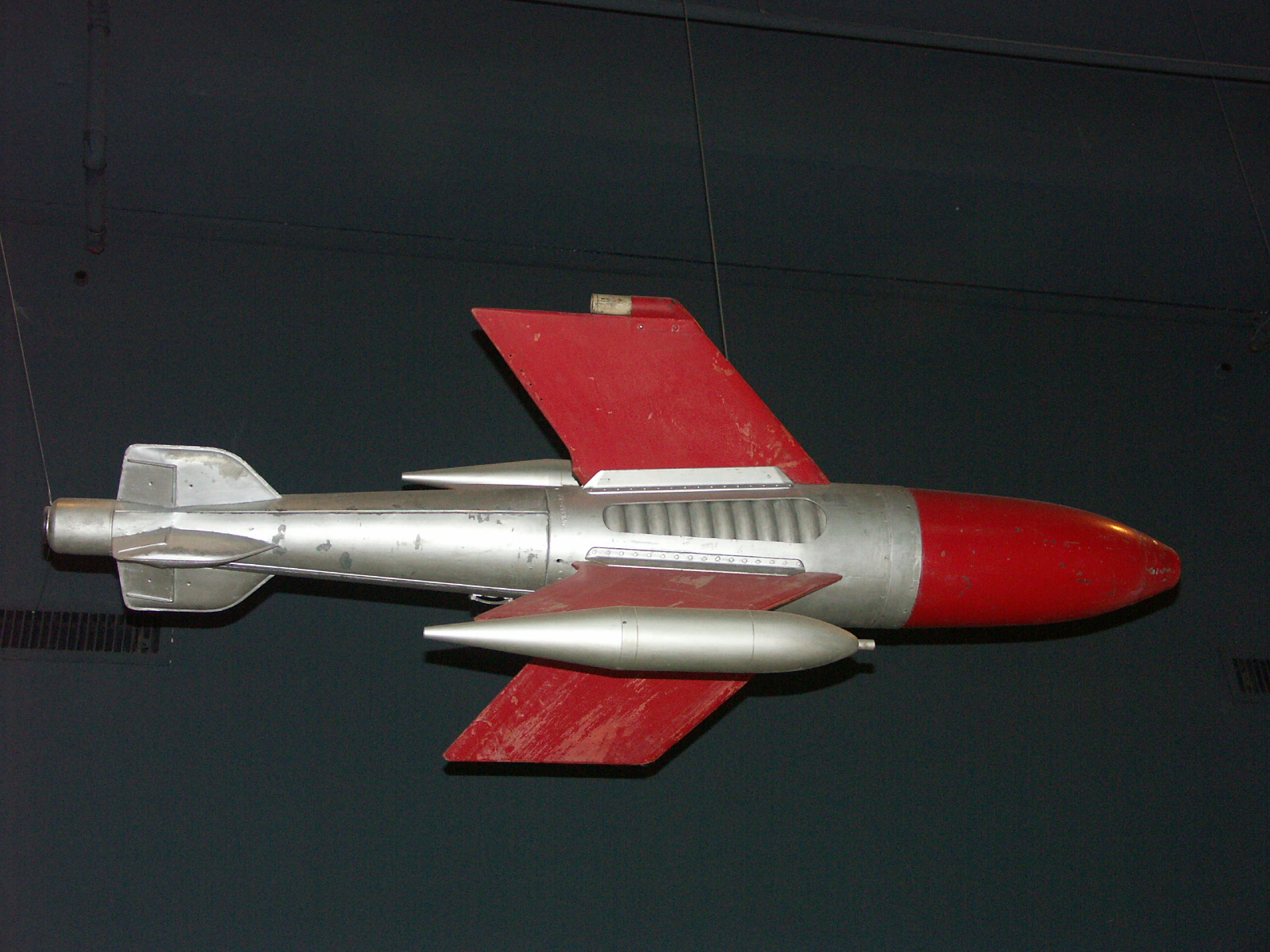
クラマー X4。ミュンヘンのドイツ博物館収蔵品

1943年の間に、アメリカ陸軍航空軍の第8空軍はドイツに対する激しい空襲を繰り返し行った。極めて多い爆撃機の撃墜数にもかかわらず、こうした空襲はルフトヴァッフェにおいて、航空兵と戦闘機の喪失を少なくするための指示を出させることとなり、もっと相当に強力な対爆撃機兵装の調査研究を促した。大きな開発努力が払われ、長砲身MK 103 機関砲や短砲身のMK 108 機関砲のような、幾種類かの大口径30mm機関砲が設計された。またさらに大口径の37mm、50mm、75mm「ボルトカノーネン」が、自動装填式の対戦車兵器や装甲戦闘車両から転用され、双発の爆撃機駆逐機に用いられた。また空対空ロケット、地対空ミサイル、そしてX-4が開発される結果となった。
X-4の研究作業はルールシュタールのマックス・クラマー博士により1943年6月から開始された。設計概念としては、爆撃機の防御火器の射程外から発射できるような、十分な射程を持つミサイルを製作するもので、これは「撃墜」を保証するため、十分な精度を持つ誘導を行った。射程外からの攻撃という考えは、現代ではスタンドオフ兵器と呼ばれている。X-4はそうした性能と、それ以上のものを満たしていた。搭載されたBMW109-448ロケットモーターはミサイルを1,150km/h以上に加速させた。これはもっと早くに出現したヴェルファーグラナーテ21、および折り畳み式のフィンを持つR4Mとおよそ同じ速度である。また防御側の銃器の最大有効射程がおよそ1,000mである一方、X-4は1.5kmから4kmの射程を「巡航」中にもこの速度を維持した。
ロケットはS-Stoff（硝酸および5%の塩化鉄(III)）とR-Stoff（有機アミン混合物で、ジメチルアミノベンゼンとトリエチルアミンの等量混合物。別名トンカ250）をハイパーゴリック推進剤として燃焼した。これは燃焼の最初に140kgの推力を与えた。さらに17秒の燃焼後、推力は30kgまで減少した。燃料ポンプを載せる区画が無かったため、燃料は長いチューブ内部のピストンによりモーターに圧入された。またチューブは弾体内部に沿うよう、コイルばねと似たように巻き付けられた。S-Stoffは非常に腐食性が強く、全ての卑金属を溶かし、極度に取扱いが危険かつ困難だった。ドイツ軍としては可能な限り早く、モーターを固形燃料を用いた設計に置き換える予定だった。

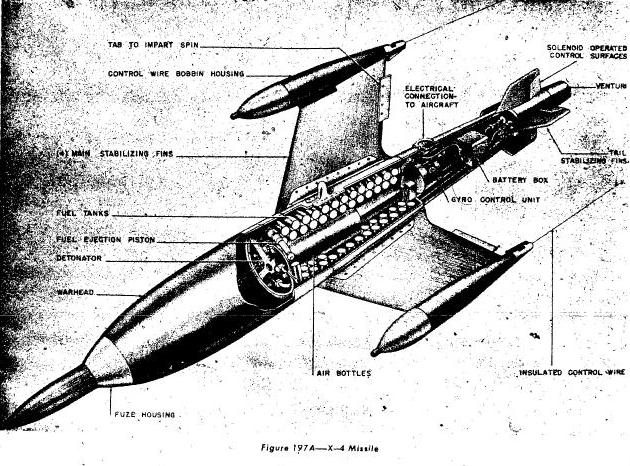
内部構造図。弾体中央部の翼の端部には流線型のフェアリングがある。ワイヤーはここに内蔵されたボビンから引き出される。操縦信号はワイヤーを介して送られる。

ミサイルは60rpm、つまり1秒につき1回転ほどで回転し、安定した。これにより、エンジンが非対称な推力を弾体に加えたり、また舵面の不正確な制御があってもこれらは平均化された。ミサイル尾部に設けられた舵面を制御する信号は2本のワイヤーによって送られた。弾体中央部には大型の翼が4枚設けられており、うち2枚の終端部分に、長い砲弾状に成型されたフェアリングが対となって取り付けられた。これらはボビンを内蔵し、終端部からそれぞれワイヤーが引き出される。また1基のジャイロスコープが「上方」の指向を維持した。これにより、回転するミサイルに対し、発射母機にいる操作手の、ジョイスティックによる制御入力をヨーとピッチに変換できた。弾体中央部の翼のうち、2枚に照明弾が取り付けられたが、これらはモーターの噴射煙を通してもミサイルを視認し続けられるよう用いるものだった。
弾頭は、約8mの危害半径を持つ重量20kgの破片生成装置から構成された。誘導システムにおいては、操作手がピッチとヨーによってミサイルをこの危害半径に誘導できるものと考えられたが、しかしこのミサイルを操作する射程では、この精度ではどんなように近くても危害半径の判定がほとんど不可能だった。こうした理由からミサイルには、クラーニッヒとして知られる近接信管が取り付けられた。クラーニッヒは巡航時のB-17のエンジンが出す200Hzの音にチューニングされた音響システムである。動作範囲は7mだった。
最初の飛行試験は1944年8月11日、フォッケウルフ Fw190を発射母機に用いて行われた。以降の試験にはユンカースJu 88およびメッサーシュミット Me262が用いられたが、これらの機体からは発射試験を行わなかった。X-4は当初、単座の戦闘機による使用を目標としたものの、ミサイルと航空機の両方を同時に操作するのは実行不可能なことが証明された。代わりに、X-4はJu 88のような複座の航空機向けのものとされ、単座戦闘機にはR4Mのような空対空ロケットが用いられることとなった。
X-4は、熟練を要しない労働によって簡単に組み立てられるよう設計されていた。それにより少数のX-4が第二次世界大戦の終わり際に使用可能となったものの、ドイツ空軍に配備されることがないまま終わった。このミサイルを主用するよう設計された迎撃戦闘機はフォッケウルフTa 183フッケバインであり、これはペーパープランの、そして風洞実験の試作品のみのものとして終了した。
戦後、フランスの技術者達がX-4の国産版を開発しようと試み、これはAA-10と呼ばれた。200発が1947年から1950年に製造された。しかしこの計画は、飛行前の危険で手順の込み入った燃料補給を理由として解散された。燃料である硝酸とトンカの組み合わせは爆発性が高かった。

## 諸元

### X-4空対空ミサイル
- 型式：短距離空対空ミサイル
- 駆動方式：BMW 109-448液体ロケットモーター、推力30kg-140kgを17秒間発揮[3]
- 全長：201cm
- 直径：22cm（最大）
- 翼幅：72.6cm
- 発射重量：60kg
- 飛翔速度：325m/s
- 弾頭：20kg
- 射程：1.5kmから3.5km
- 信管：クラーニッヒ音響近接信管
- 誘導システム：FuG 510/238デュッセルドルフ/デトモールトMCLOS目視誘導、およびワイヤー制御
- 実戦配備：無し

### X-7対戦車ミサイル
- 型式：対戦車ミサイル
- 駆動方式：固体ロケットモーター
- 全長：950mm
- 直径：150mm
- 翼幅：600mm
- 発射重量：9kg
- 飛翔速度：245m/s
- 弾頭：2.5kgホローチャージ
  - 貫通性能：弾着角30度で200mm以上[4]
- 射程：1,000 m
- 信管：着発と推測される
- 誘導システム：MCLOS、ワイヤー制御による目視誘導
- 実戦配備：無し